# Björköby, Korsholm
Björköby är en by på Björkö i Korsholm. Tätorten Björköby har 294 innevånare medan hela byn har runt 380. I byn finns Björkö kyrka..
Björköby utsågs till Årets by i Finland år 2000.
Björköby bildade egen kommun 1932 genom utbrytning ur Replots kommun. I folkräkningen som ägde rum år 1960 var Björköby enspråkigt svenskt. Alla dets invånare var svenskspråkiga i 1960. 1 januari 1973 uppgick Björköby i Korsholms kommun.